# Spijkenisse-Centre (métro de Rotterdam)
Spijkenisse-Centre (en néerlandais Spijkenisse Centrum) est une station, de la section commune à la ligne C et la ligne D du métro de Rotterdam. Elle est située sur la Ruwaard van Puttenweg sur le territoire de la commune Spijkenisse, limitrophe, au sud-ouest, de Rotterdam au Pays-Bas.
Mise en service en 1985, elle est desservie, depuis 2009, par les rames de la ligne C et la ligne D du métro.

## Situation sur le réseau

Plan du métro.

Établie en aérien, la station Spijkenisse-Centre, de la section commune à la ligne C et la ligne D, est établie : entre la station Zalmplaat, en direction : du terminus de la ligne C De Terp et du terminus de la ligne D Rotterdam-Centrale ; et la station Heemraadlaan, en direction du terminus sud-ouest des lignes C et D De Akkers, terminus  .
Elle comporte deux voies encadrées par deux quais latéraux.

## Histoire
La station Spijkenisse-Centre est mise en service le 25 avril 1985, lors de l'ouverture à l'exploitation de la section de Zalmplaat au nouveau terminus De Akkers sur la commune Spijkenisse.
En décembre 2009, lors de la réorganisation des lignes, elle devient une station de passage de la section commune à la ligne C et la ligne D du métro.

## Services aux voyageurs

### Accès et accueil
La station située en aérien dispose d'un accès au niveau du sol, sous le viaduc. Elle est équipée, notamment, d'automates pour l'achat ou la recharge de titres de transport et d'un ascenseur pour l'accessibilité des personnes à la mobilité réduite.

### Desserte
Spijkenisse-Centre, est desservie par les rames de la ligne C, en provenance ou à destination des terminus De Terp et De Akkers et les rames de la ligne D en provenance ou à destination des terminus Rotterdam-Centrale et De Akkers.

Installations et desserte
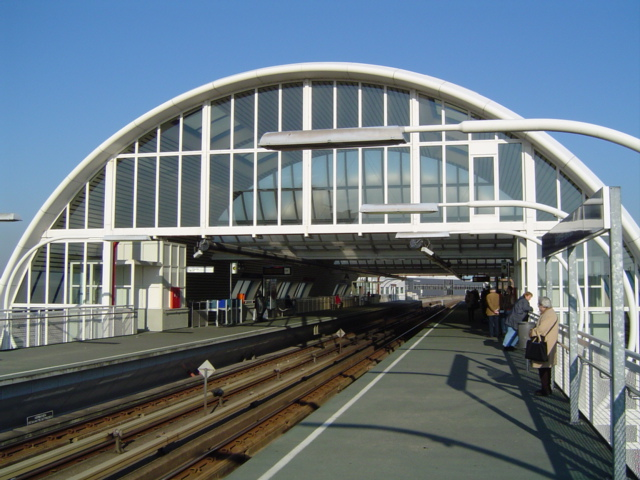
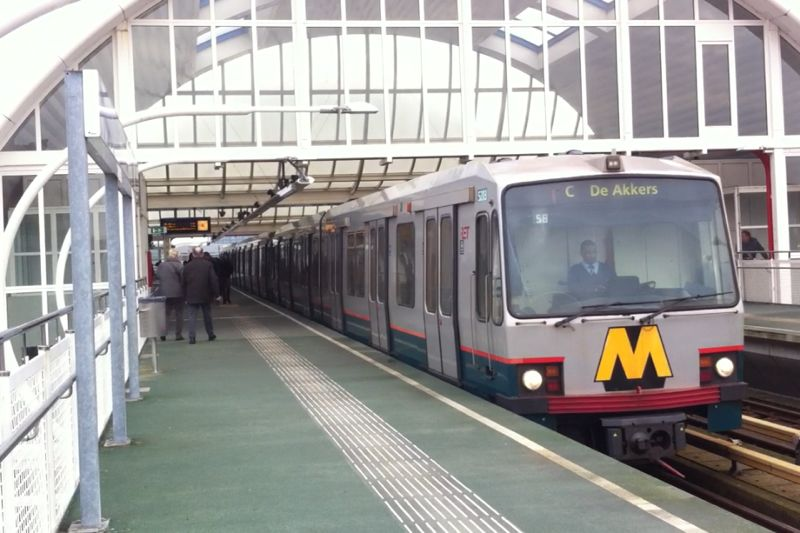
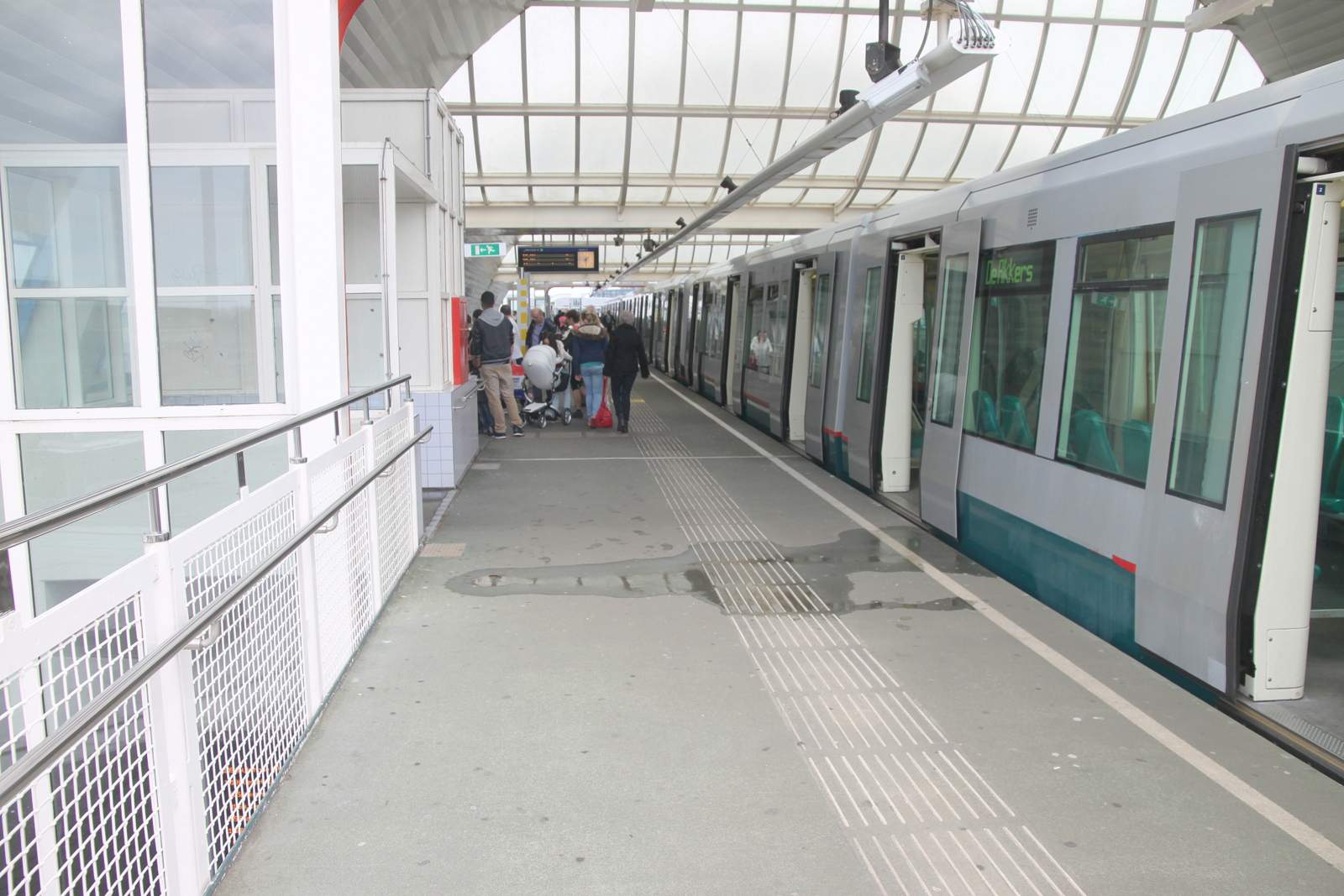

### Intermodalité
La station est desservie par les bus de la ligne B8. Elle dispose d'un parking P+R pour les véhicules.